# Ambrogio de Predis

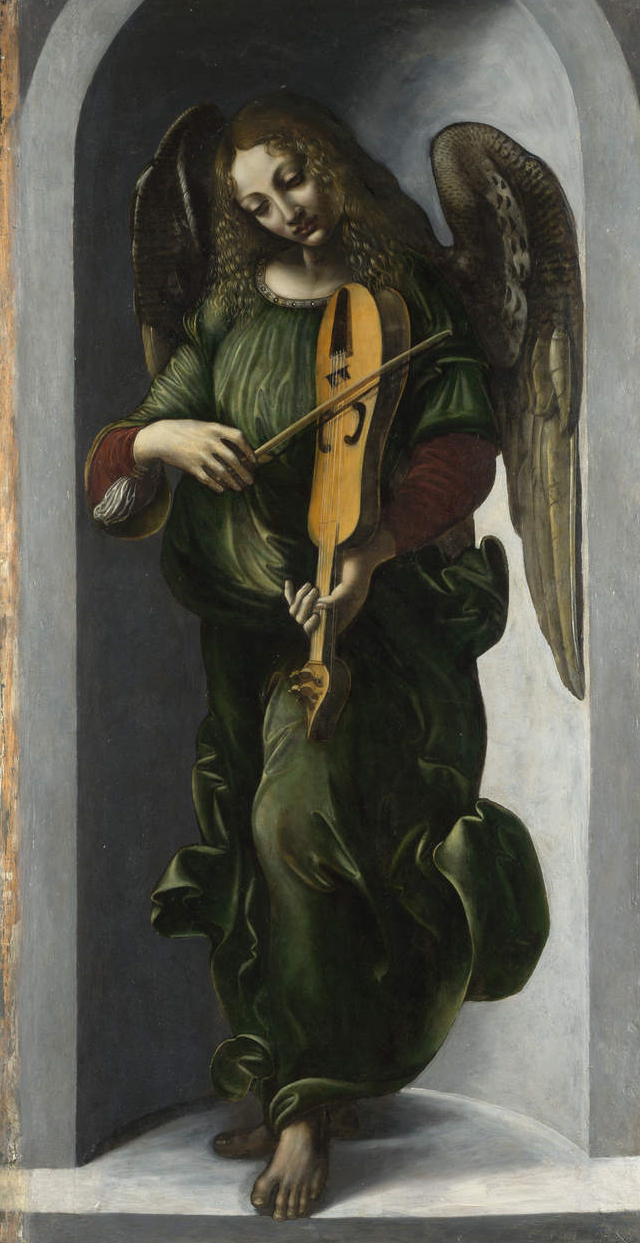
Anioł grający na lirze da braccio

Ambrogio de Predis właśc. Giovanni Ambrogio de Predis (ur. ok. 1455) – włoski malarz renesansowy, brat Evangelisty, Cristofora i Bernardina de Predis, współpracownik Leonarda da Vinci w jego szkole.

## Życiorys
Był najmłodszym synem Leonarda (Lorenza) da Preda. Początkowo wspólnie z braćmi Cristoforem i Evangelistą prowadził pracownię w Mediolanie.Od Christofora zapożyczył silne akcentowanie ogólnego zarysu rysunku, wyostrzoną i ostrożną linię oraz metaliczne dopracowywanie detali. Przed ukończeniem osiemnastu roku życia wykonywał na zlecenie miniatury.
Uchodził za ulubionego portrecistę Ludwika Sforzy. Później pracował z bratem Bernardinem w mediolańskiej mennicy. Następnie w wieku dwudziestu ośmiu lat pracował jako nadworny portrecista dla Ludovica Sforzy. W kwietniu 1483 Leonardo zamieszkał u braci de Predis, a ich współpraca zaowocowała stworzeniem dzieła Madonna w grocie, za której wykonanie otrzymali 1200 lirów. W umowie Leonardo został wymieniony jako mistrz, a Evageliście i Ambrogiowi nie nadano tytułów. Pierwsza wersja tego obrazu została ukończona ok. 1486 roku.
Ambrogio związał się z Leonardem na 20 lat jako współpracownik w jego mediolańskiej pracownik i uczestnik dyskusji. W 1506 roku Leonardo i Ambrogio zaczęli tworzyć II wersję Madonny w grocie. 
Latem 1507 między artystami miało dojść do sporu o podział wypłaty. Na początku sierpnia poprosili o rozstrzygnięcie różnicy zdań rozjemcę, dominikanina Giovanniego de Pagnanis. Do tego czasu dzieło zostało ukończone. 26 sierpnia 1507 r. zleceniodawcy wypłacili im połowę honorarium, który odebrał Ambrogio, gdyż Leonardo był już wówczas we Florencji.

## Twórczość malarska
Najwcześniejszymi pracami artysty były wykonane między rokiem 1472 a 1474 miniaturowe iluminacje do modlitewnika dla rodziny Boromeuszy. Przed 1482 zyskał opinię malarza portrecisty.
Wybrane prace:
- Anioł grający na lirze da braccio (przypisane autorstwo)[11]
- Ludovico Il Moro[1]
- Dama z naszyjnikiem z pereł (alternatywny tytuł: Dama z perłowym naszyjnikiem) – przypuszczalnie portret Beatrice d’Este[12]

Historyk sztuka Antonina Vallentin negatywnie odnosiła się do stylu Amborgia, jednak doceniała jego przedsiębiorczość i pracowitość.